# Alberto da Zara
Alberto da Zara, né à Padoue le 8 avril 1889 et mort à Foggia le 4 juin 1951, est un amiral italien de la Regia Marina.

## Biographie
Né à Padoue, il entre dans la marine en 1907 et participe à la guerre italo-turque et à la Première Guerre mondiale. Lors de cette dernière, il commande une petite force occupant l'île de Pelagosa, en mer Adriatique. Pour cette action, il est promu lieutenant. 
Durant l'entre-deux-guerres, il commande d'abord une canonnière dans le Dodécanèse, puis la canonnière fluviale Ermanno Carlotto sur le Yangtsé, en Extrême-Orient, de 1922 à 1925. En 1933, promu au grade de capitaine, il deviendra le premier commandant du croiseur moderne Emanuele Filiberto Duca d'Aosta, mis en service deux ans plus tard. À partir d'avril 1937, il rejoint l'équipage du croiseur Raimondo Montecuccoli, affecté en Extrême-Orient jusqu'en novembre 1938. Le 2 janvier 1939, il est promu contre-amiral et, à partir d'avril, devient commandant du Commandement maritime dans l'Albanie occupée. 
Lors de la déclaration de guerre de l'Italie le 10 juin 1940, Da Zara est chargé de commander deux croiseurs de la 4e division (le da Giussano et le da Barbiano). À ce titre, il joue un rôle mineur dans la bataille de Punta Stilo en juillet 1940. Par la suite, il affecté à des commandements mineurs, tels que le commandant de la base navale de La Spezia. Le 5 mars 1942, il prend le commandement de la 7e division navale (en remplacement de Raffaele de Courten), constituée des quatre croiseurs légers des classes Montecuccoli et D'Aosta ; le 15 juin 1942, son commandement participe à la bataille de Pantelleria, souvent considérée comme l'un des rares succès d'un escadron italien en mer pendant la guerre. Sa division est initialement impliquée dans l'opération Pedestal, mais elle fut délocalisée et déportée au port.  
Le 1er août 1943, Da Zara prend le commandement de la 5e division, composée des deux anciens cuirassés Duilio et Andrea Doria, basés à Tarente. Lorsque l'armistice italien avec les Alliés est proclamé, il reçoit l'ordre de naviguer à Malte et, à son arrivée, est nommé commandement de l'ensemble de la flotte italienne à la suite du décès de l'amiral Carlo Bergamini. Da Zara reste à Malte jusqu'en décembre 1943, date de son retour en Italie. Après avoir commandé le département militaire de la mer Ionienne et été inspecteur des forces navales, il se retire du service actif en octobre 1946. 
Après avoir publié un volume de mémoires (Pelle d'ammiraglio, « La peau de l'amiral ») en 1949, Da Zara décède à Foggia en 1951. 

## Famille et vie privée
Le père d'Alberto était un ancien officier de cavalerie. Son frère Guido est mort au combat en Croatie en tant qu'officier de cavalerie le 16 février 1943, alors qu'il commandait le régiment de Cavalleggeri di Alessandria. Da Zara ne s'est jamais marié, mais il était un homme à femme notoire de par sa conduite dans la haute société en Italie et en Extrême-Orient. Durant son séjour en Chine, ses conquêtes semblent avoir inclus Wallis Simpson, future épouse du roi Édouard VIII. 

## Promotions
Guardiamarina (1911), Sottotenente di Vascello (1913), Tenente di vascello (1915), Capitano di corvetta (1923), Capitano di fregata (1927), Capitano di vascello (1933), Contrammiraglio (1939), Ammiraglio di Divisione (1941), Ammiraglio di Squadra (1944). 

## Décoration
- Ordre militaire d'Italie - Commandant
- Croix du Mérite de la guerre
- Médaille commémorative de la guerre italo-turque 1911-1912
- Médaille commémorative de la guerre italo-autrichienne 1915-1918 (4 étoiles de campagne)
- Médaille commémorative de l'Unité italienne
- Médaille de la Victoire interalliée
- Ordre d'Aviz - décerné par le Portugal